# Tasiocera probosa
Tasiocera probosa är en tvåvingeart som beskrevs av Alexander 1956. Tasiocera probosa ingår i släktet Tasiocera och familjen småharkrankar. Inga underarter finns listade i Catalogue of Life.